# Mästocka
Mästocka är en ort i Veinge socken i Laholms kommuns skogsbygd i Hallands län. Orten var till 2000 klassad som en småort och återigen från 2020 till 2023.
På orten finns en bygdegård och en kyrka, Mästocka kapell. Genom orten går vandringsleden, Hallandsleden, som norrut passerar genom Mästocka ljunghed. I anslutning till ljungheden ligger badsjön Björsjön. I närheten ligger även det militära övningsområdet, Mästocka skjutfält samt naturreservatet Mästocka ljunghed.